# Víctor Marchena
Víctor Marchena (Callao, Perú, 22 de septiembre de 1914 - 6 de junio de 1981) fue un futbolista peruano. Jugaba de arquero y la mayor parte de su carrera la hizo en Sport Boys de la Primera División del Perú. Es el jugador con más títulos en ese club (3). Sus padres fueron Basilio Ismael Marchena y Sabina Navarro.

## Trayectoria
Se inició en Sport Boys en 1933 y con este club fue campeón del torneo de Primera División de 1935 alternando en el arco con Óscar Oxley. Fue titular en el arco de Boys en el campeonato de 1937 donde fue nuevamente campeón el cuadro rosado.
Tuvo un paso por Atlético Chalaco y en 1942 regresó a Sport Boys logrando un nuevo campeonato en el torneo de ese año. Se retiró en 1945.

## Selección nacional
Fue parte de la Selección de fútbol de Perú que asistió a los Juegos Olímpicos de Berlín 1936. En 1938 integró el equipo peruano que logró la medalla de oro de los Juegos Bolivarianos de Bogotá y jugó su único partido con la selección peruana el 11 de agosto en el triunfo por 9-1 ante Ecuador.
Falleció el 5 de junio de 1981 a los 66 años en el Hospital Obrero (actualmente Guillermo Almenara) del distrito limeño de La Victoria. Estuvo casado con Doña Hilda Guillermina Cornejo Paredes.

### Participaciones en Juegos Olímpicos
| Juegos                          | Sede     | Resultado        |
| ------------------------------- | -------- | ---------------- |
| Juegos Olímpicos de Berlín 1936 | Alemania | Cuartos de final |

### Participaciones en Juegos Bolivarianos
| Juegos                      | Sede     | Resultado |
| --------------------------- | -------- | --------- |
| Juegos Bolivarianos de 1938 | Colombia | Campeón   |

## Clubes
| Club             | País | Año         |
| ---------------- | ---- | ----------- |
| Sport Boys       | Perú | 1933 - 1938 |
| Atlético Chalaco | Perú | 1939 - 1941 |
| Sport Boys       | Perú | 1942 - 1945 |

## Palmarés

### Títulos nacionales
| Título           | Club       | País | Año  |
| ---------------- | ---------- | ---- | ---- |
| Primera División | Sport Boys | Perú | 1935 |
| Primera División | Sport Boys | Perú | 1937 |
| Primera División | Sport Boys | Perú | 1942 |